# مدرسه ضیائیه
۳۱°۵۴′۳۳٫۰۳″ شمالی ۵۴°۲۲′۲۱٫۱۸″ شرقی / ۳۱٫۹۰۹۱۷۵۰°شمالی ۵۴٫۳۷۲۵۵۰۰°شرقی
مدرسه ضیائیه (زندان اسکندر) مربوط به سدهٔ ۷ است و در بافت تاریخی محله‌ی فهادان در شهر یزد واقع شده است و این اثر در تاریخ ۲۳ اسفند ۱۳۴۶ با شمارهٔ ثبت ۷۷۰ به‌عنوان یکی از آثار ملی ایران به ثبت رسیده‌است.

## پیشینه
زندان اسکندر یا همان مدرسه ضیائیه در حقیقت مدرسه‌ای است با حدود ۱۰ قرن قدمت که در محله فهادان شهر یزد در مجاورت بقعه دوازده امام واقع گردیده‌است. این بنا در سال ۶۳۱ هجری قمری توسط عارف معروف ضیاءالدین حسین رضی بنا گردید و در سال ۷۰۵ ه‍.ق توسط پسرانش مجدالدین حسن و شرف‌الدین علی تکمیل گردید.

## معماری
از بخش‌های این بنا می‌توان به وجود چاهی با قطری حدود ۴ متر در وسط حیاط این مدرسه اشاره نمود که به سردابی به عمق حدود ۷ متر منتهی می‌گردد، ارتفاع گنبد این بقعه به ۲۰ متر می‌رسد و دارای گچبری‌های و تزئینات زیبائی با آبرنگ طلائی و لاجوردی بوده که بخش اعظم آن از بین رفته‌است.
در مورد این بنا روایت‌هایی مطرح می‌باشد که قدمت ساخت آن را به زمان حمله اسکندر مقدونی به ایران نسبت می‌دهد که از این بنا به عنوان زندان استفاده می‌گردیده که بعدها تغییر کاربری داده و به عنوان مدرسه مورد استفاده قرار گرفته‌است.
مدرسه ضیائیه یزد از شیوه آذری است. این مدرسه در چهار مرحله ساخته شده‌است. نخست گنبد خانهٔ کهن آن هم‌زمان با حمله مغولان، برای آرامگاه ساخته شده و مدرسه هم نبوده‌است و دویست سال پس از آن در اوایل سده دهم، نوهٔ سازندهٔ نخست گنبد، در کنار آن، این مدرسه را می‌سازد و آن را مدرس این مدرسه می‌کند و درگاه آن را هم به مدرسه باز می‌کند. این‌جا هم‌خانه مدرس داشته که بخش اندکی از آن پیداست.
بر خلاف خانهٔ مدرس ابراهیم خان کرمان که از درون مدرسه بدان راه می‌یابند، در این از همان هشتی می‌توان به خانه مدرس راه یافت. میانسراء افزون بر ایوانچهٔ جلوی حجره‌ها چهار ایوان بلندتر دارد که ان را چهار ایوانی کرده‌است.

## گالری عکس

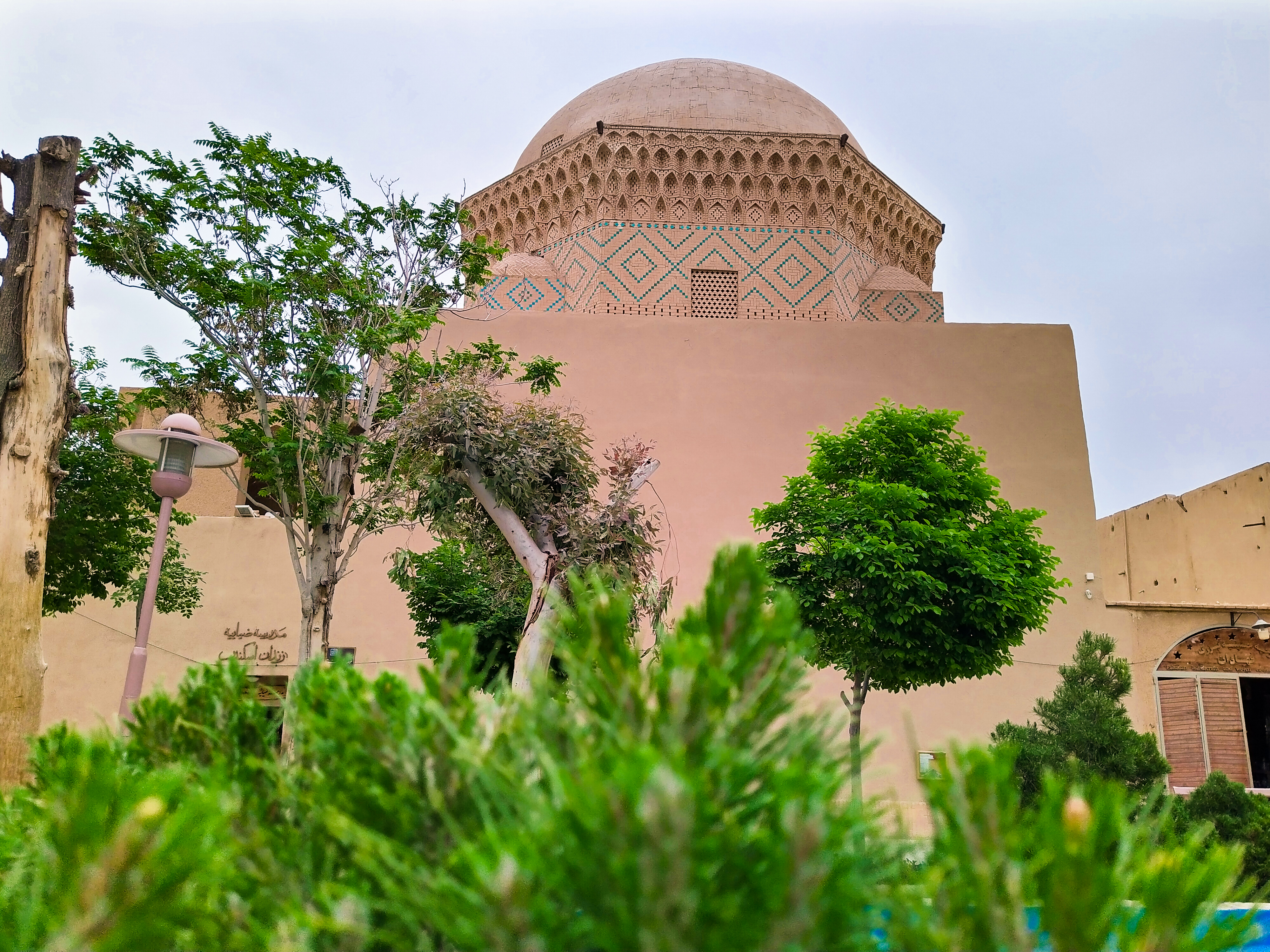

## زندان اسکندر در متون تاریخی
در نوشته های تاریخی تا دوره صفویه، از بنایی مشخص تحت عنوان زندان اسکندر نام برده نشده است. جامع مفیدی قدیمی ترین کتابی است که در آن نامی از بنای زندان اسکندر آورده شده که طبق آن، در دوره صفویه، بنایی با عنوان زندان اسکندر در محله شهرستان و نزدیکی مسجد چهل محراب، مشهور بوده است. مؤلفان تاریخ های یزد در قرن های ۹، ۱۱ و ۱۴ ه.ق، به صورت مستقیم یا غیرمستقیم از بنای زندان اسکندر یاد کرده اند. “محمدکریم پیرنیا”، اولین کسی است که زندان اسکندر کنونی را مدرسه ضیائیه خوانده است.